# 850年代
| 千纪： | 1千纪                                                                                  |
| 世纪： | 8世纪 \| 9世纪 \| 10世纪                                                               |
| 年代： | 820年代 \| 830年代 \| 840年代 \| 850年代 \| 860年代 \| 870年代 \| 880年代              |
| 年份： | 850年 \| 851年 \| 852年 \| 853年 \| 854年 \| 855年 \| 856年 \| 857年 \| 858年 \| 859年 |

## 大事记
- 850年，盧龍節度使周綝卒，軍中立押牙張允伸為節度使。諾曼人陷都柏林，建愛爾蘭王國，日後遂成為愛爾蘭人。
- 851年，張義潮略定河湟十一州歸降唐。
- 852年，阿拉伯帝国鎮壓亞美尼亞抗暴殺三萬人。
- 855年，成德節度使王元逵卒，子王紹鼎繼任節度使。浙東兵變，逐觀察使李訥。
- 857年，成德節度使王紹鼎卒，弟王紹懿繼任節度使。嶺南容管兵變，逐經略使王球。
- 858年，湖南觀察使韓琮待將士不以禮，兵變逐韓琮。江西兵變，都將毛鶴逐觀察使鄭憲。宣歙兵變，都將康全泰逐觀察使鄭薰。
- 859年，唐宣宗李忱卒，遺詔立三子夔王李滋，宦官王宗實擅自迎立宣宗長子鄆王李漼，是為唐懿宗。浙東民裘甫起兵叛，攻陷象山。南詔王酋龍改國號大禮，稱帝。

## 出生
- 崔致遠，字孤雲，後改字海雲，新罗金城（今韩国庆尚北道庆州市）沙梁部人，慶州崔氏的始祖，诗人。

## 逝世
- 杜牧，唐朝诗人（803年出生，49岁）